# Persela Lamongan
Persela, sigla de Persatuan Sepak Bola Lampung, é uma equipa de futebol de Lampung, Indonésia.
Foi fundado em 18 de abril de 1967.

## Patrocinadores
- PT Minarak Lapindo Jaya (2011/2012)
- Sports Station Indonesia (2011/2012)
- Surabaya Post (2011/2012)
- Bank Daerah Lamongan (2011/2012)
- RSUD Dr. Soegiri Lamongan (2011/2012)